# Citadelle de Kowloon
« Kowloon Walled City » redirige ici. Pour le groupe de musique, voir Kowloon Walled City (groupe).
La citadelle de Kowloon (en chinois simplifié : 九龙城寨 ; chinois traditionnel : 九龍城寨 ; pinyin : Jiǔlóng Chéng Zhài ; cantonais Jyutping : gau2 lung4 sing4 zaai6), dans la péninsule de Kowloon, était une enclave chinoise au milieu de la colonie de Hong Kong, jusqu'à sa démolition au début des années 1990. Un parc lui a succédé. Le lieu était célèbre pour la densité exceptionnelle de sa population (pas moins de 1,9 million hab./km2 en 1987) et de son bâti, qui laissait à peine pénétrer la lumière.

## L'enclave
La citadelle fut établie pendant la dynastie Song, pendant laquelle elle servit de poste d'observation de la région contre les pirates et de centre de gestion de la production de sel. Elle a été reconstruite en tant que forteresse au milieu du XIXe siècle sur le même site. Après la cession de l'île de Hong Kong à la Grande-Bretagne en 1842 prévue dans le Traité de Nankin signée par les Qing, les autorités chinoises y établirent un poste militaire et administratif afin de contrebalancer l'influence des Britanniques dans le secteur.

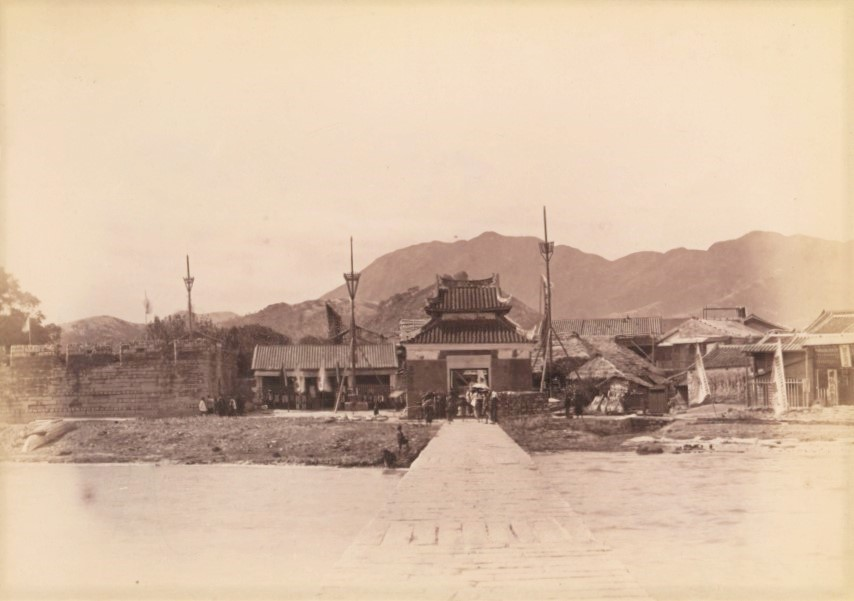
Citadelle de Kowloon en 1915.

En vertu de la convention pour l'extension du territoire de Hong Kong signée en 1898, le Royaume-Uni obtint les « Nouveaux Territoires » en bail pendant 99 années, à l'exception de la ville murée. Celle-ci avait alors une population d'environ 700 habitants. Il fut convenu officieusement que la Chine pourrait continuer d’y garder des troupes, à condition que celles-ci n'interfèrent pas avec l'administration provisoire britannique.
Le Royaume-Uni est rapidement revenu sur le traité, attaquant la ville murée en 1899. Les Britanniques la trouvèrent abandonnée et ne firent rien par la suite de la citadelle et de son avant-poste, laissant ainsi en suspens la question de la propriété et de la nationalité du lieu. Entre les années 1890 et 1940, l'enclave était composée d'un yamen, ainsi que d'autres bâtiments, qui finirent par devenir un ensemble de constructions de faible hauteur mais extrêmement denses en population. Finalement, la citadelle resta une enclave chinoise en dépit des événements turbulents du début du XXe siècle qui entraînèrent la chute de la dynastie Qing, et l'établissement de la république de Chine en 1911, puis de la république populaire de Chine en 1949. La ville murée est restée une curiosité et une attraction pour les touristes et les coloniaux, où l'on pouvait voir « les vestiges de la vieille Chine » à Hong Kong, et ce jusqu'en 1940. 
Pendant la Seconde Guerre mondiale, l’armée d’occupation japonaise expulsa les habitants de la citadelle, et la démolit en grande partie – notamment son mur d'enceinte – afin d'utiliser les matériaux dans la construction de l’aéroport voisin, Kai Tak.

### Après la Seconde Guerre mondiale

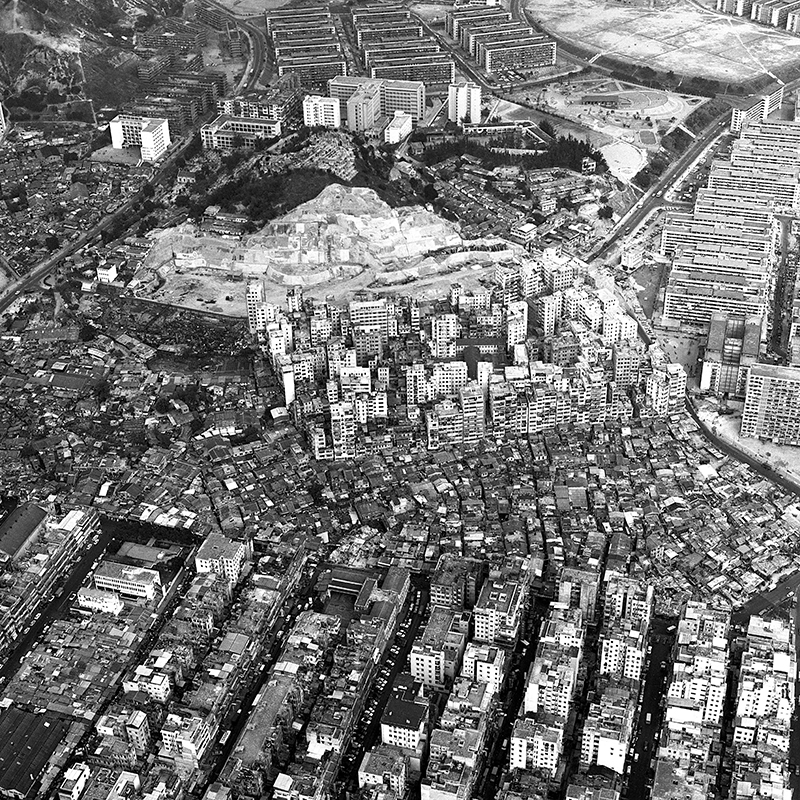
Vue aérienne de la citadelle et le village adjacent en 1973.

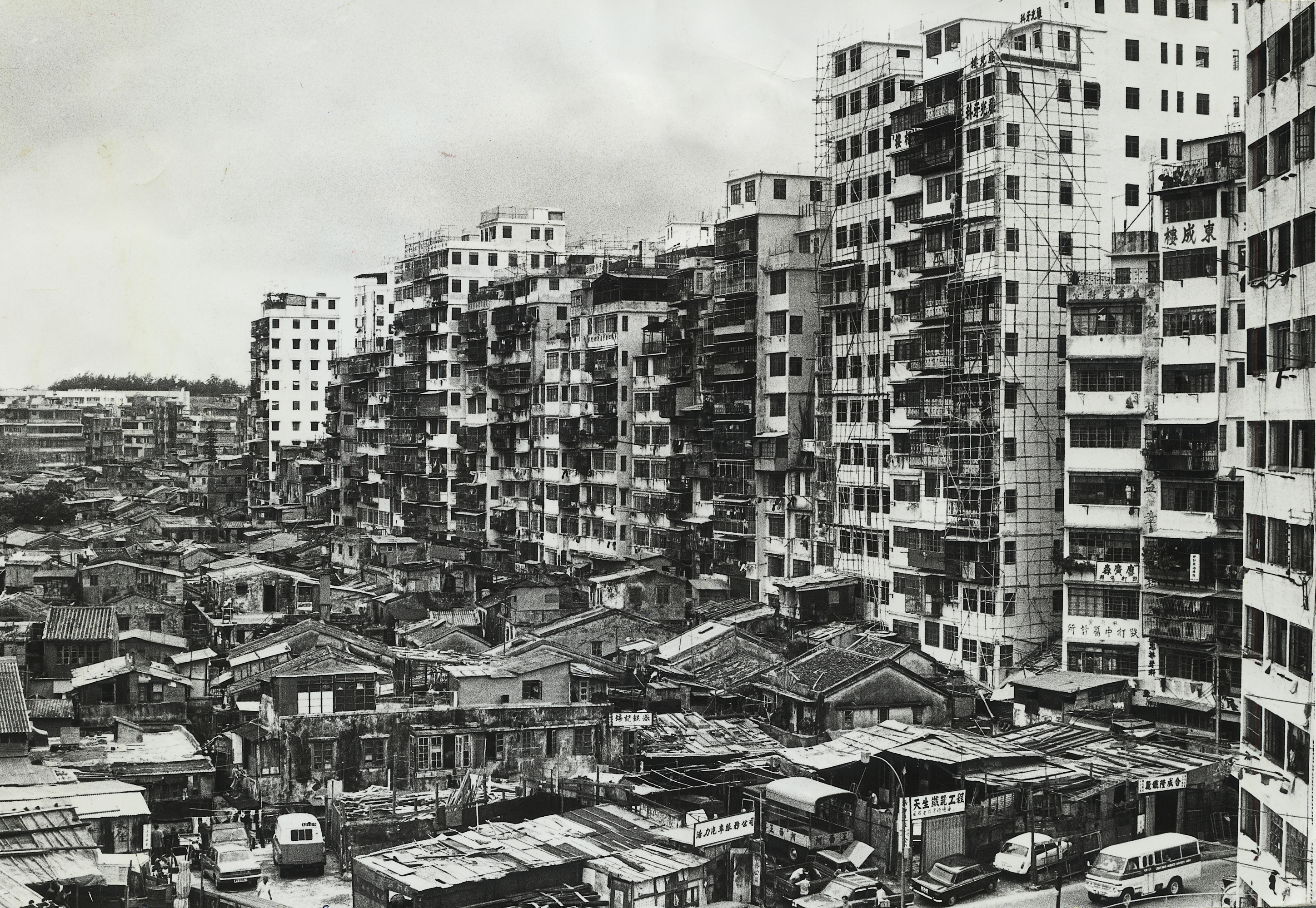
Construction des bâtiments hauts, 1975.

Après la capitulation du Japon, les squatters (soit des anciens résidents, soit plus probablement des nouveaux venus) commencèrent à habiter la citadelle, résistant à plusieurs tentatives par le Royaume-Uni en 1948 de les en expulser. Désormais sans mur pour la protéger, la citadelle devint un asile pour escrocs et toxicomanes, car la Hong Kong Police Force n'avait aucun droit d'y entrer, et aucune autorité chinoise en Chine continentale, ni seigneur de guerre, ni communiste, ou Kuomintang, ne souhaitait en prendre la responsabilité. 
En 1949, la république populaire de Chine fut établie, et des milliers de réfugiés supplémentaires affluèrent, beaucoup en provenance de Guangdong, se rajoutant à la population déjà présente. L'administration coloniale britannique adopta une politique de laisser-faire. Un meurtre commis dans la citadelle en 1959 provoqua une mini-crise diplomatique entre le Royaume-Uni et la Chine. Les deux nations tentèrent de pousser l'autre à accepter la responsabilité de cette vaste parcelle de terrain pratiquement sans règle ni loi, dominée par les triades chinoises. 
En tant que syndicats de crime organisé, les triades y ont été puissantes jusqu'au milieu des années 1970. En 1973-1974, une série de plus de 3 000 incursions de police ciblant les triades au sein de la citadelle les ont affaiblies. Bien que la citadelle ait été décrite comme un foyer de criminalité, la vie quotidienne y était en grande partie organisée par les habitants plutôt que par les triades. La plupart des résidents y vivaient paisiblement, et n'avaient aucun lien avec des activités criminelles. De nombreuses associations caritatives et groupes religieux aidaient à améliorer la vie des habitants, gérant des écoles et d'autres services sociaux. Le Gouvernement de Hong Kong a également fourni des services tels que l'eau et la distribution du courrier. 
La puissance des triades ayant diminué, la ville murée a commencé à se développer de façon presque organique. Il n’y avait que deux règles de construction : être raccordé à l'électricité, et se limiter à quatorze étages en hauteur, pour ne pas gêner l'aéroport voisin. 

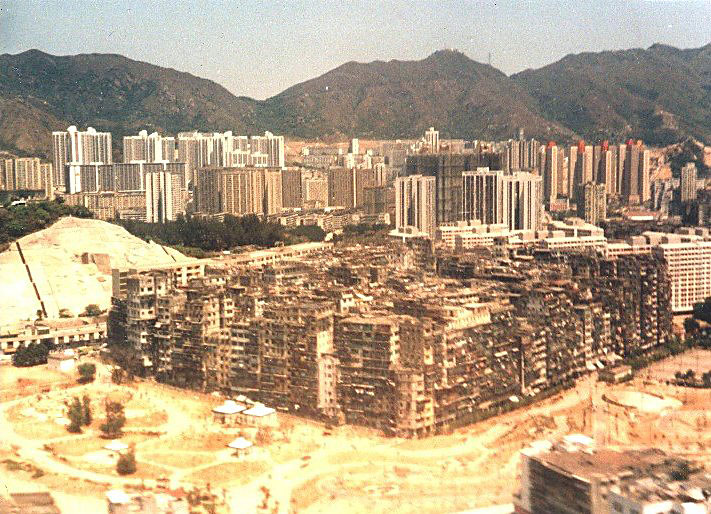
La citadelle en 1989, vue d'un avion.

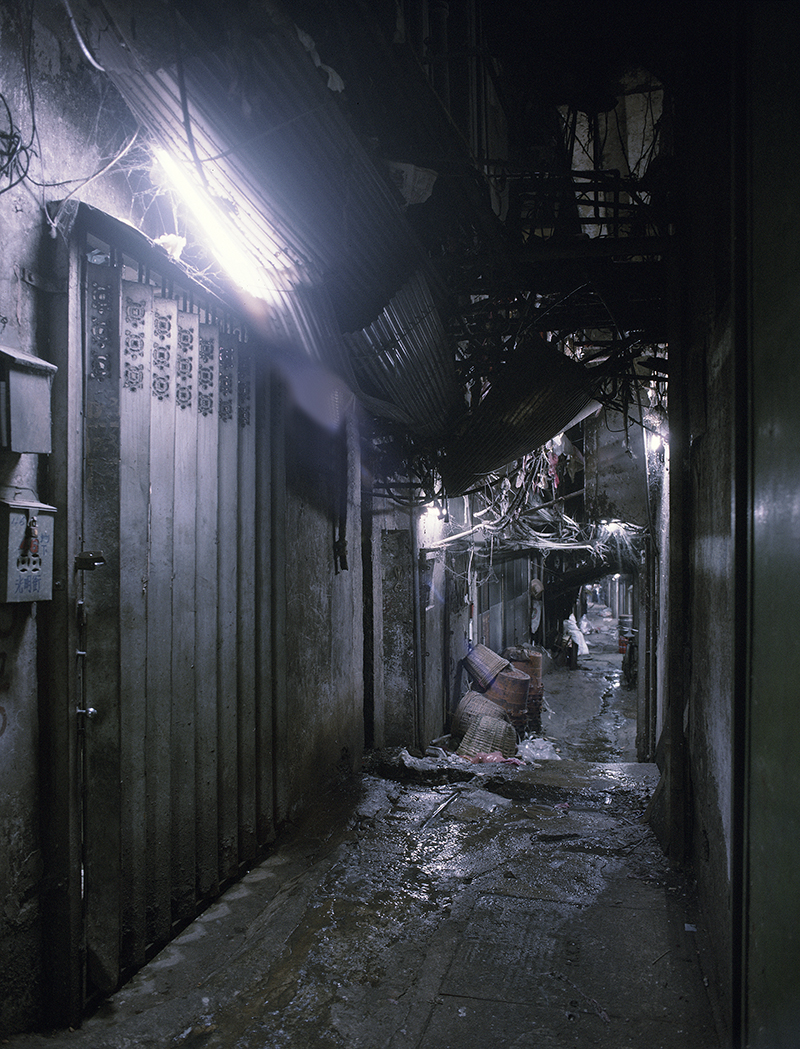
Une ruelle dans la citadelle, en 1993.

Les bâtiments bâtis les uns dans les autres ont transformé le quartier en un monolithe de rapiéçage de centaines de mètres carrés, à la suite de milliers de modifications et d’extensions, pratiquement sans aucune intervention d'architectes ou d'ingénieurs. 
Des couloirs labyrinthiques traversaient le monolithe, certains étant d'anciennes rues au niveau du sol, souvent obstruées par les détritus, et d'autres parcourant les niveaux supérieurs, pratiquement entre les bâtiments. Les ruelles étaient éclairées par des lumières fluorescentes, car la lumière du jour y pénétrait à peine, sauf juste sous les toits. Seules huit canalisations municipales approvisionnaient en eau la structure entière (malgré la présence de puits). 
Au début des années 1980, la citadelle avait une population estimée à 35 000 habitants. Quartier anarchique, elle était réputée pour sa profusion de maisons closes, casinos, salons d'opium et de cocaïne, ses restaurateurs qui servaient de la viande de chien, et pour ses usines clandestines. Elle était également connue pour son nombre très élevé de cliniques de dentisterie à l'hygiène déplorable, puisque les dentistes non autorisés pouvaient y pratiquer sans risque de poursuites.

### Évacuation et démolition

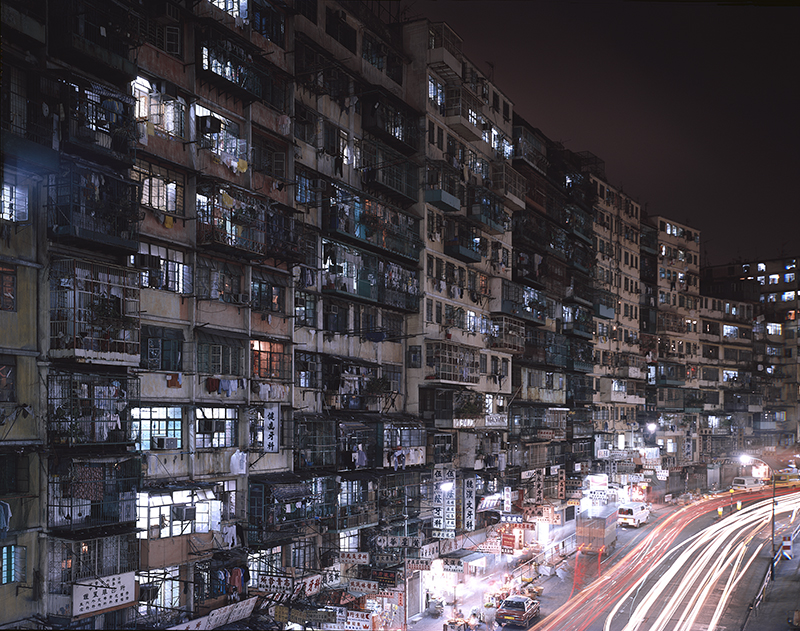
Rue au bord de la citadelle pendant la nuit, en 1993.

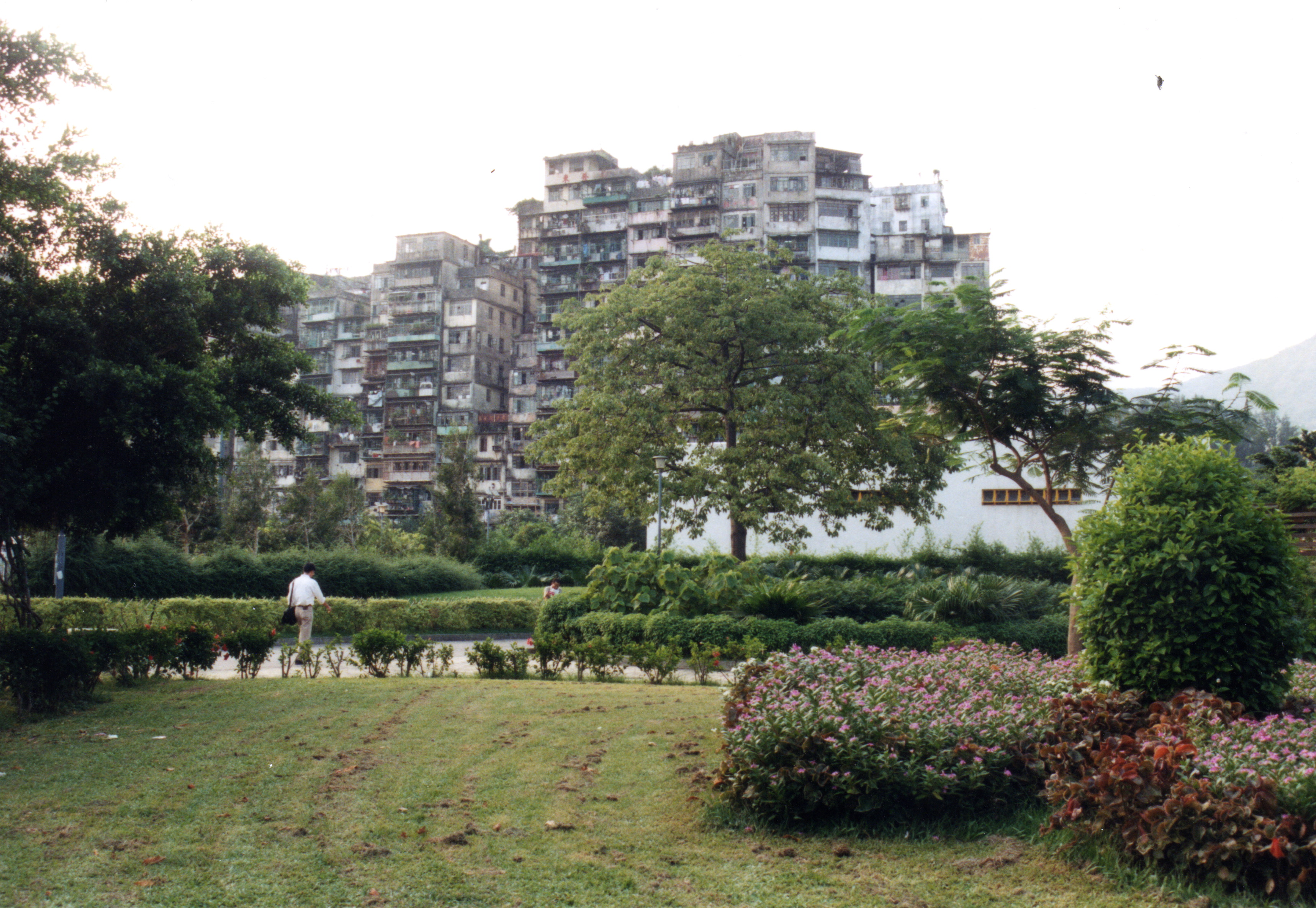
Vue de la citadelle juste avant sa démolition, en septembre 1991.

Au fil du temps, les deux gouvernements, britannique et chinois, considéraient l'anarchie de la citadelle comme de plus en plus insupportable, malgré une criminalité en baisse dans les statistiques de la police. La qualité de la vie, et les conditions sanitaires en particulier, étaient très en retard sur le reste de Hong Kong, qui devenait une cité riche et moderne. 
Après la Déclaration commune sino-britannique de 1984, les autorités britanniques, avec l'accord de la Chine, décidèrent de démolir la ville et de reloger ses habitants en 1987. À ce moment-là, elle avait 50 000 habitants sur 0,026 km2. À cette densité (équivalente à 1 923 076 habitants/km2), la citadelle fut considérée jusqu'à sa destruction au début des années 1990 comme le quartier le plus densément peuplé au monde,,. 
L'évacuation, commencée en 1991, fut achevée en 1992. Le gouvernement dépensa jusqu'à 3 milliards de dollars de Hong Kong pour reclasser les résidents et les commerçants. Quelques résidents, parmi ceux qui n'étaient pas satisfaits de la compensation, ont tenté en vain d'empêcher la démolition en usant de tous les moyens à leur disposition. 
Avant sa démolition définitive, un groupe d'explorateurs japonais mit environ une semaine pour voyager dans la ville murée déserte, établissant une sorte de carte et une coupe de la ville. Le film Crime Story (1993) avec Jackie Chan a été en partie tourné dans la citadelle abandonnée, et de vraies scènes d'explosions de bâtiments faisaient partie du montage final.
Après la démolition en 1993, la construction d'un parc démarra en mai 1994 sur le site.

## Le parc de la citadelle

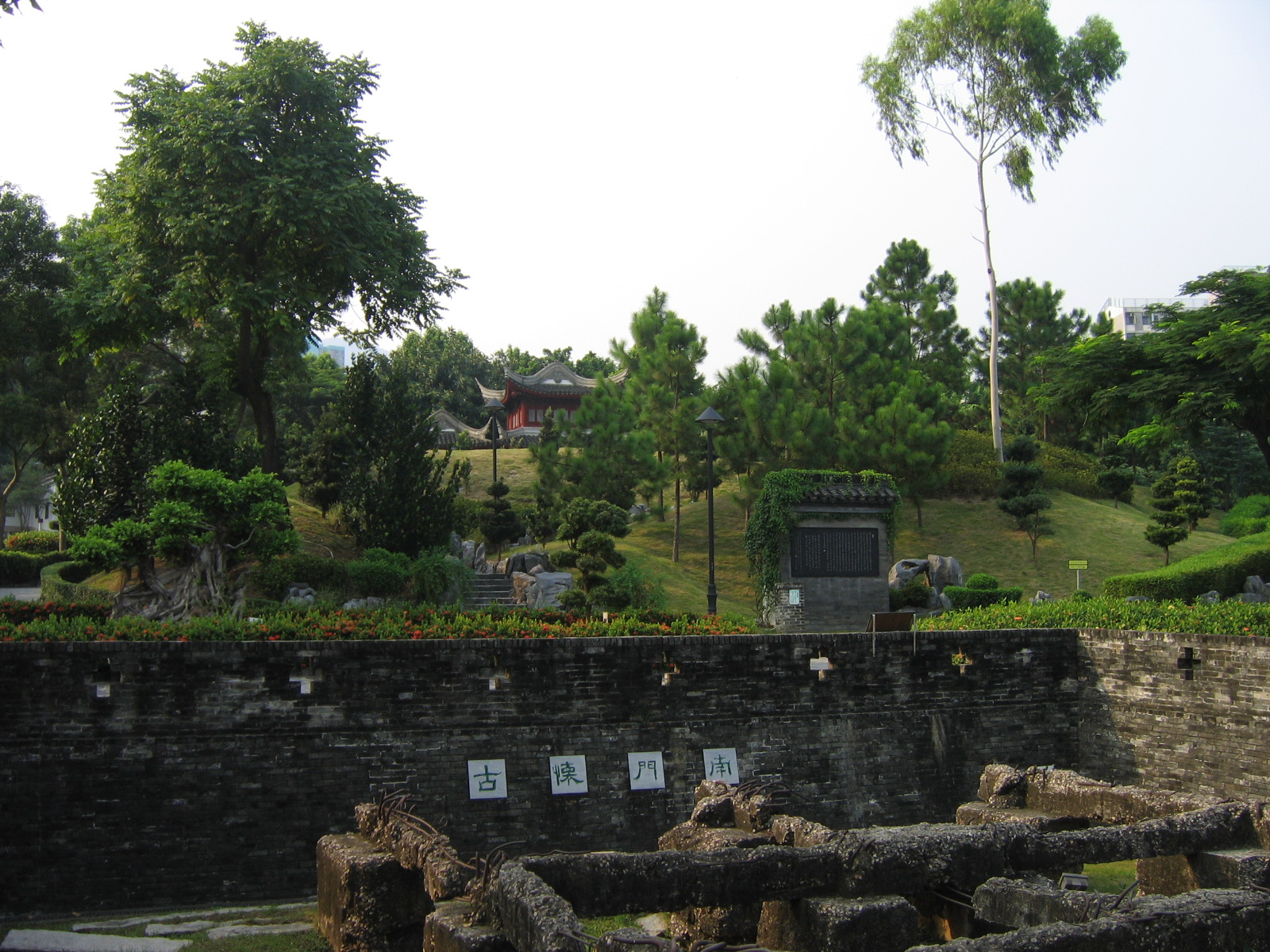
Le parc de la citadelle, vestiges de la porte Sud en premier plan.

L'ancien site de la citadelle se trouve dans la zone administrative de Kowloon City. Achevé en août 1995, le parc de la citadelle de Kowloon (九龍寨城公園), qui fait partie du parc de la Carpenter Road, est un parc préservant l'héritage historique de la citadelle d'origine. 
Le parc fut conçu dans le style d'un jardin chinois Jiangnan (江南園林) du début de l'époque Qing. Il est divisé en huit zones, la pièce maîtresse étant le Yamen, un bâtiment comportant trois salles, entièrement restauré dans le style de la dynastie Qing et hébergeant une exposition de photos et quelques reliques utilisées ou retrouvées dans la ville murée. 
Il y a aussi deux canons, cinq inscriptions en pierre et trois vieux puits préservés dans divers endroits dans le parc.
Les huit parties du parc sont :
- Le Yamen
- La vieille porte Sud
- Les huit circuits de promenade
- Le jardin des Quatre Saisons
- Le jardin d'astrologie
- Le jardin des échecs – avec 4 échiquiers chinois géants
- Le Pavillon de la vue de la Montagne
- Les Pavillons Guibi et Fui Sing

### Yamen
À l'origine, le bâtiment du Yamen était le bureau administratif et la résidence du magistrat adjoint de Kowloon. Le bâtiment est une structure à trois halls conçue de manière simple et fonctionnelle, sans ornements élaborés. Le hall du milieu servait comme bureau tandis que le hall arrière servait de résidence de l'officier. 
Après le départ des fonctionnaires de Qing en 1899, le bâtiment du Yamen a été employé par divers organismes chrétiens, comprenant une maison de la vieillesse, la maison pour veuves et orphelins, une école et une clinique. En 1996, le Yamen a été reconstitué pour témoigner de son passé historique.

### Vestiges de la porte Sud de la citadelle
Les recherches archéologiques ont été menés par le bureau des antiquités et monuments en 1993 et 1994. 
Des vestiges culturels tels que deux plaques (de la porte sud originale) en pierre portant les inscriptions « 南門 » (porte Sud) et « 九龍寨城 » (citadelle de Kowloon) ont été retrouvées. Les fondations du mur de la ville, un fossé d’évacuation et un chemin dallé ont été découverts. Par ailleurs, les fondations des portes Sud et Est originales ont été retrouvées en particulièrement bon état de préservation.
Le yamen et ce qui reste du vieux portail sud de la citadelle ont été conservés tels quels. Ils furent classés aux monuments déclarés de Hong Kong en 1996.

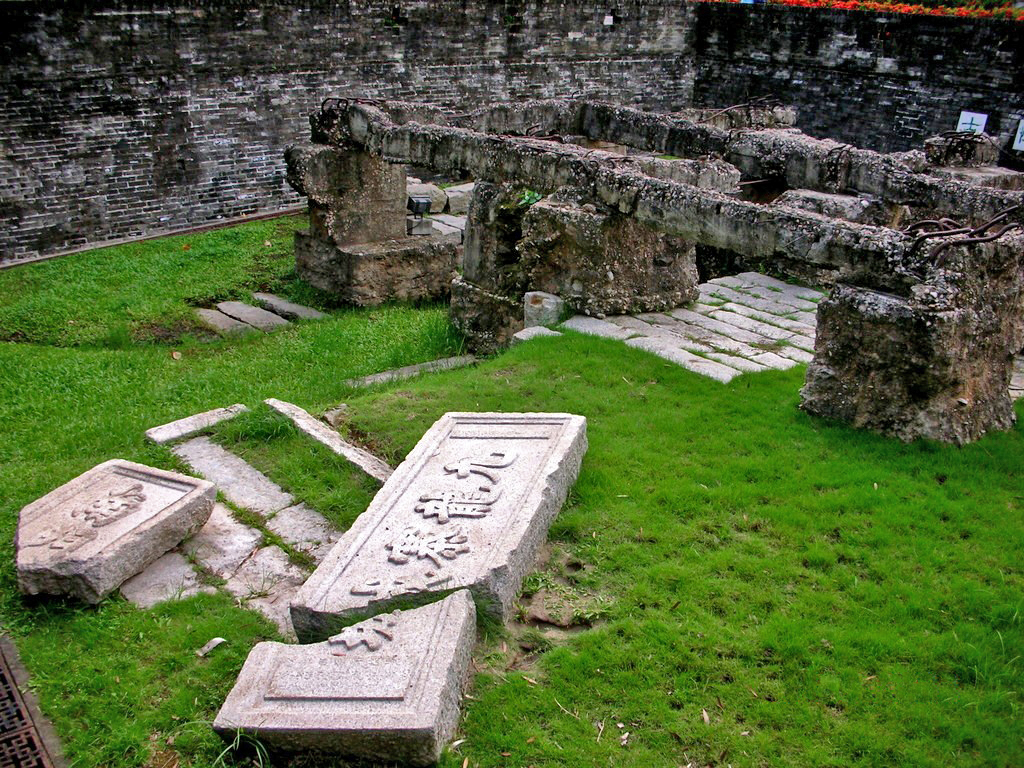
Plaques en pierre portant les inscriptions Porte sud et citadelle de Kowloon.
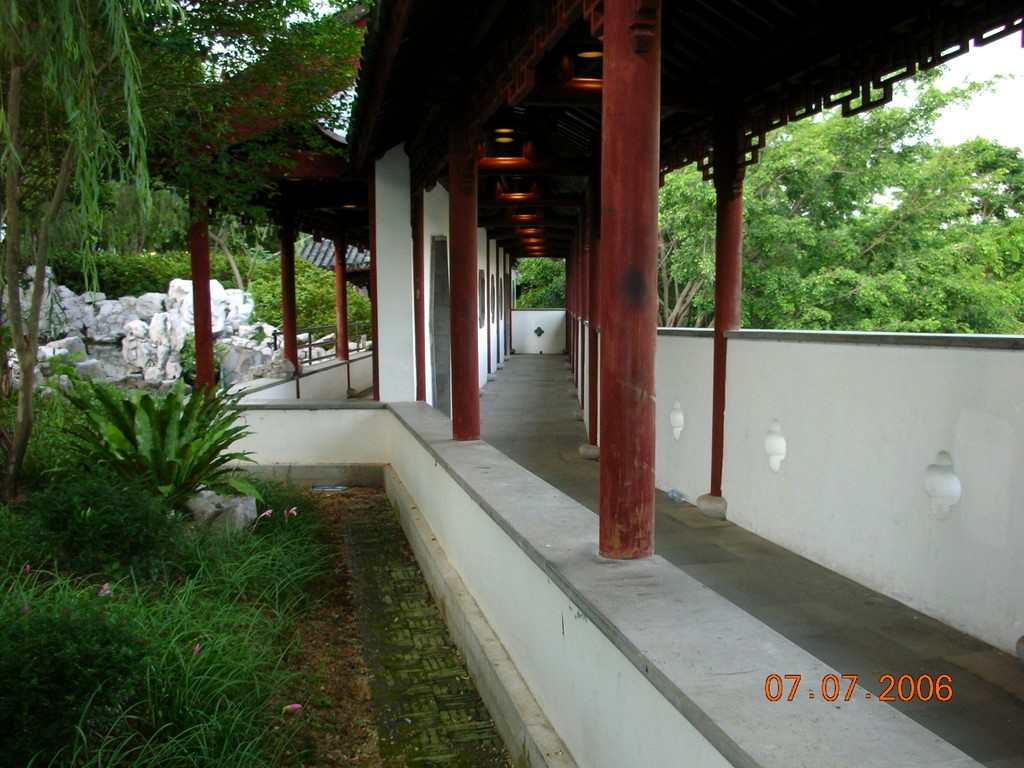
Allée de style typique Jiangnan.
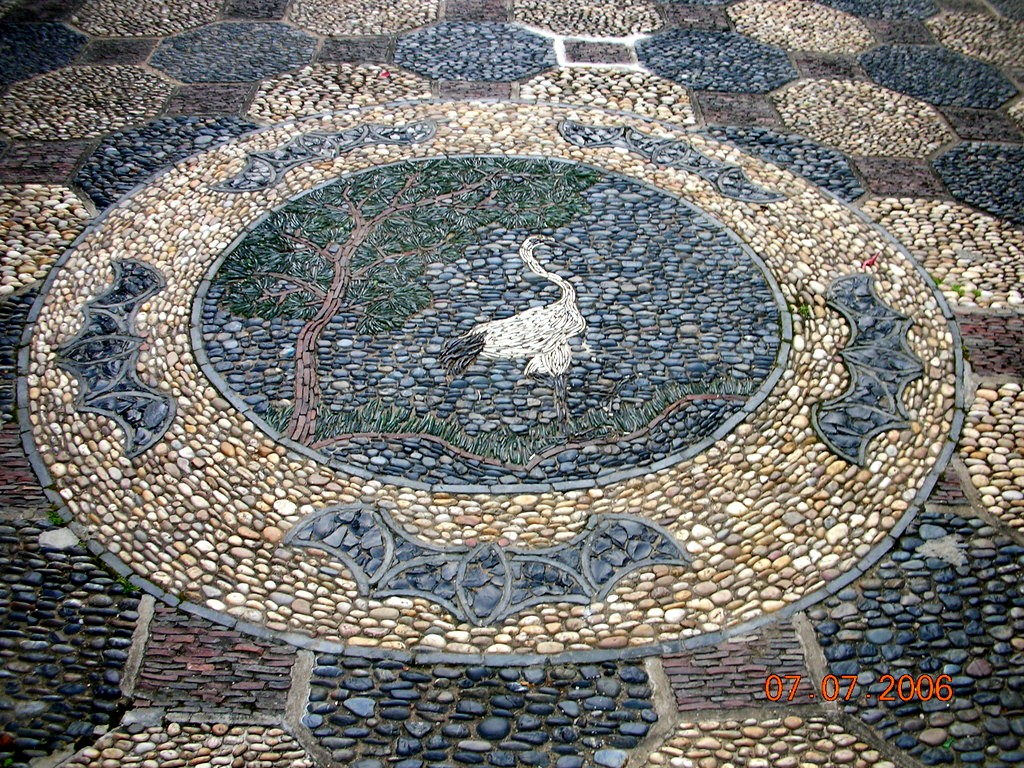
Mosaïque.

## Référence dans la culture populaire

### Films
- La citadelle de Kowloon apparait dans le film Bloodsport (1988).
- Dans le film d'animation Ghost in the Shell (1995), la ville futuriste de New Port City est inspirée de la citadelle de Kowloon[8].
- Une partie de l'intrigue du film Chasing the Dragon (2017), narrant la vie du parrain de triade Ng Sik-ho, se déroule dans la citadelle de Kowloon.
- Le film d'action hongkongais City of Darkness (2024) prend place dans la citadelle de Kowloon dans les années 1980.
- Dans l'adaptation en dessin animé de Street Fighter, Ken Masters et Ryu effectuent une visite nocturne en hélicoptère à Hong Kong et aperçoivent une forteresse sans la moindre lumière au milieu de la ville. Appelée "Forteresse des neuf dragons" dans la version française, mais Kowloon dans la version originale et anglaise, elle y est représentée comme un lieu de combats sans la moindre règle où seuls les combattants les plus aguerris osent se rendre. Les deux compères décident d'y aller contre l'avis de leur pilote ainsi que de leur guide : Chun Li.

### Jeux vidéo
- La ville de Kowloon apparaît dans le jeu vidéo Shenmue 2, sorti sur Dreamcast[réf. nécessaire].
- La citadelle apparaît dans la mission « Numbers » du jeu vidéo Call of Duty: Black Ops sorti en 2010.
- La citadelle est au centre du jeu vidéo Kowloon's Gate (en) développé par Zeque sur PlayStation en 1997.
- La ville de Golem City dans Deus Ex: Mankind Divided est inspirée de Kowloon.
- La citadelle a inspiré l'univers du jeu Stray sorti en 2022.
- Dans les jeux vidéos Digimon Story: Cyber Sleuth, les zones abandonnées d'Eden, le cyber espace en ligne dans lequel se déroule l'histoire, s'appellent Kowloon. Il s'agit de zones modifiées et développées par des hackers au fil du temps et on y trouve toute sorte de choses : des clubs aux arènes de combat en passant par les commerces, etc. C'est un réseau labyrinthique de morceaux de codes et constructions inachevées, repaire de toutes sortes de personnages parfois peu fréquentables.
- Le jeu d'horreur Welcome to Kowloon se déroule dans la citadelle de Kowloon.
- Une partie de l'intrigue du jeu Shadowrun: Hong Kong est liée à la Citadelle de Kowloon.

### Littérature
- Hong Kong et Macao, Joseph Kessel, Folio, 2011  (ISBN 978-2070440641).
- Gweilo, Martin Booth, Éditions Gope, 2016   (ISBN 979-10-91328-31-9).
- Un rayon de lumière dans la Cité des ténèbres, Annie Lam, Éditions Gope, 2020  (ISBN 979-10-91328-67-8).
- Kowloon Generic Romance, Jun Mayuzuki, Éditions Kana, 2021  (ISBN 978-2-5050-8991-9).

### Anime
- Kowloon Generic Romance, Arvo Animation, 2025[9]